# Romain Fandel
Romain Fandel (* 25. Juni 1922 in Esch-sur-Alzette, Luxemburg; † 22. Oktober 1985) war ein luxemburgischer Politiker der Lëtzebuerger Sozialistesch Aarbechterpartei (LSAP).

## Leben
Der Sohn eines Polizeikommissars wurde nach dem Abschluss des Lycée während des Zweiten Weltkrieges 1942 zum Militärdienst eingezogen und leistete nach einem verwundungsbedingten Aufenthalt in einem Lazarett seinen Wehrdienst bis zur Befreiung Luxemburgs. Anschließend war er als Beamter in seiner Geburtsstadt tätig.
Nach dem Ende des Zweiten Weltkrieges wurde er zunächst Generalsekretär der Unio'n vun de Fräiheetsorganisatiounen, dem luxemburgischen Verband der Widerstandsbewegungen. 1946 wurde er Mitglied der LSAP. Als deren Kandidat wurde er 1948 als bis dahin jüngster Abgeordneter in die Chambre des Députés gewählt und gehörte dieser nach mehreren Wiederwahlen bis 1968 an. Daneben war er zwischen 1949 und 1953 auch Mitglied des Stadtrates von Esch-sur-Alzette.
Während seiner langjährigen Parlamentszugehörigkeit war er von 1951 bis 1958, 1961 bis 1964 sowie von 1965 bis 1967 Vizepräsident der Chambre des Députés. Zugleich war von April 1960 bis Januar 1962 stellvertretendes Mitglied der Parlamentarischen Versammlung des Europarates.
Zuletzt war er von 1965 bis 1967 zusätzlich auch Vorsitzender der Fraktion der LSAP in der Deputiertenkammer, und in dieser Funktion eine der maßgeblichen Politiker in der Diskussion um die Abschaffung der Wehrpflicht während der Regierungskrise im Jahr 1966, die durch den Rücktritt von Verteidigungsminister Marcel Fischbach ausgelöst wurde. In seine Amtszeit als Fraktionsvorsitzender folgte auch die von ihm gelobte Ernennung des ersten weiblichen Regierungsmitgliedes Madeleine Frieden-Kinnen, die 1967 Staatssekretärin für Familien, Jugend und Unterricht wurde.
Danach war er zwischen Oktober 1967 und Februar 1969 als Chamberpresident Parlamentspräsident. Daneben war er zeitweise Mitglied der Parlamentarischen Versammlung der NATO und gehörte der Interessengruppe der Benelux-Länder an.
Nachdem er aus der LSAP ausgetreten war, wurde er 1971 Mitglied der aus dieser hervorgegangenen Splitterpartei Parti social-democrate (PSD) und vertrat deren Interessen zwischen 1971 und 1974 wiederum als Mitglied der Chambre des Députés. Während dieser Zeit war er von 1971 bis 1972 auch Vorsitzender von deren Fraktion in der Deputiertenkammer.